# Majengo (Mtwara)
Majengo è una circoscrizione urbana (urban ward) della Tanzania situata nel distretto urbano di Mtwara, regione di Mtwara. Conta una popolazione di 3 859 abitanti (censimento 2012).